# Грибоедово (Липецкая область)
Грибое́дово — деревня Стегаловского сельского поселения Долгоруковского района Липецкой области.

## География
Грибоедово находится в северной части района в 8 км от села Долгоруково. Располагается по обоим берегам реки Свишни (здесь через неё переброшен мост). Западнее деревни находится живописная запруда.
Деревня связана асфальтированной автодорогой с центром поселения селом Стегаловка, грунтовыми дорогами с деревнями Ильинка, Колединовка, Кочетовка,  Пашинино, Петровка, хутором Новопетровский. В 7 км от Грибоедова находится станция Плоты и пристанционный посёлок Плоты.

## История
Возникла в начале XIX века как частновладельческая деревня, и уже к 1870 году в ней насчитывалось 49 дворов и более 500 жителей. До революции относилось к приходу церкви соседнего села Стегаловка. Прежде носило название Плота, которое происходит от слова плота — овраг, лог. В начале XX века название деревни поменялось на нынешнее. Оно связано с фамилией Грибоедов — скорее всего, Грибоедовы владели этой землей.
В 1896 году к востоку от Грибоедова прошла железнодорожная линия Елец — Касторная. Появившийся на ней полустанок назвали Плоты.

## Население
| 2010 | 2011 |
| ---- | ---- |
| 34   | ↘32  |